# برگ گندمی باریک
برگ گندمی باریک، چیرکو برگ باریک (نام علمی: Agriophyllum minus) نام یک گونه از سردهٔ برگ گندمی است. سرده برگ گندمی در ایران سه گونه گیاه شن دوست دارد و اغلب روی تپه‌های شنی بیابانی و ساحلی می‌رویند.